# Интервю с вампир (филм)
„Интервю с вампир“ (на английски: Interview with the Vampire) е филм от 1994 г. с участието на Том Круз, Брад Пит, Антонио Бандерас и Кирстен Дънст. Филмът е заснет по романа на Ан Райс от 1976 г. „Интервю с вампир“ и е режисиран от Нийл Джордан.

## Сюжет
Внимание:  Текстът по-долу разкрива сюжета на произведението (или части от него)!
Филмът разказва за благородника Луи (Брад Пит), който бива превърнат във вампир от Лестат (Том Круз) Филмът е направен по книгата на Ан Райс – Интервю с вампир, първата книга от поредицата – вампирски хроники.
Това е историята на Луи, представяща ни приключенията му през смъртния му и безсмъртен живот. Той разказва как се е превърнал във вампир в ръцете на разпаления и злокобен Лестат, и как не по свое желание е бил въведен в света на вампирите. Луи е отвратен от начина на живота, който вампирите водят и в частност на този на безскруполния си спътник Лестат. Загубил веднъж статуса на благородник, животът преминава през количество от препятствия в борбата му с естествения ход на вампирската природа. Напълно неутешим, стигнал дъното на мизерното си съществуване, една вечер броденето по улиците на Ню Орлиънс го отвеждат до къща поразена от чумата. В нея той открива момиченце, което е загубило майка си. В целта си да я утеши с последната частица човечност останала в него, Луи я ухапва, но не я убива. Напълно решен, че на Луи му е нужен другар, а може би и на самия него, Лестат превръща Клодия във вампир, надявайки се че това ще изтръгне младият му спътник от мизерията, в която се е заринал по собствена воля. И така, великолепието, женската страст, жаждата и интелигентността остават навеки заключени в тялото на малко дете. Годините минават неусетно и един ден спотаената омраза у Луи и Клодия, към причинената болка и капанът, в който Лестат ги държи затворени, достига преломния си момент. Клодия намира начин да умъртви Лестат и двамата с Луи преплуват половината свят с надеждата, че отвъд океана ще намерят други като тях. Някой, който да ги разбере и да им разкаже истината за това, което са те в действителност.
Обикаляйки цяла Европа, в крайна сметка двамата достигат Париж където откриват театрална трупа, изградена от вампири, представящи за хора, играещи ролята на вампири в своите спектакли. Въодушевени, че най-накрая са намерили сродници, двамата навлизат в обществото на трупата, за да открият, че там всъщност не ги очаква нищо добро. Единственият, който им помага е екстравагантният вампир Арман, но дали само неговото силно желание ще е достатъчно, за да опази живота им? В крайна сметка се оказва, че вампирската общност далеч не е това, което Луи и Клодия очакват, но преди да осъзнаят грешката си за един от двамата става прекалено късно...